# Волчихинское водохранилище
Волчи́хинское водохрани́лище (Свердло́вское Мо́ре) — водоём на реке Чусовой в Свердловской области. Административно акватория водохранилища и южный берег входят в муниципальное образование «город Екатеринбург», северо-восточный берег — в муниципальный округ Первоуральск, юго-западный берег — в муниципальные округа Дегтярск и Ревда.
Водохранилище создано в 1944 году. Используется для водоснабжения Екатеринбурга.

## История
Изначально водохранилище проектировалось как часть трансуральского водного пути, планировавшегося для соединения бассейнов Волги и Оби.
Попытки пустить воды Чусовой для снабжения Екатеринбурга предпринимались ещё в XIX веке. Образование Уральской области (1923) с центром в Екатеринбурге обусловило его резкий промышленный рост. Для решения проблемы водоснабжения города и было создано водохранилище. Плотина начала строиться трестом «Чусоводстрой» в 1940 году и завершена к 1944 году. С 1978 года территория водохранилища была полностью административно подчинена Свердловскому городскому Совету.

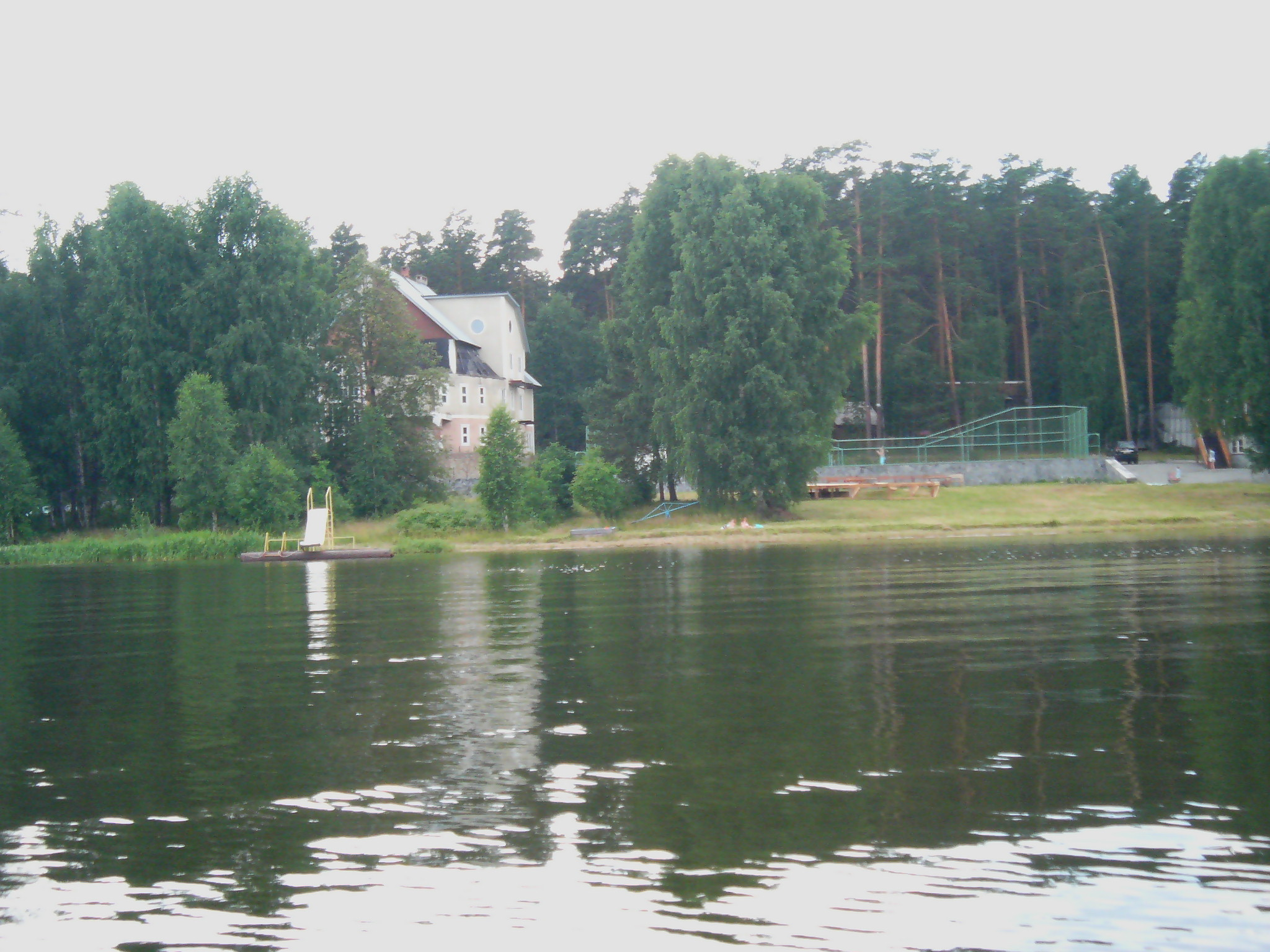
База отдыха на восточном берегу. Фото 2008 года

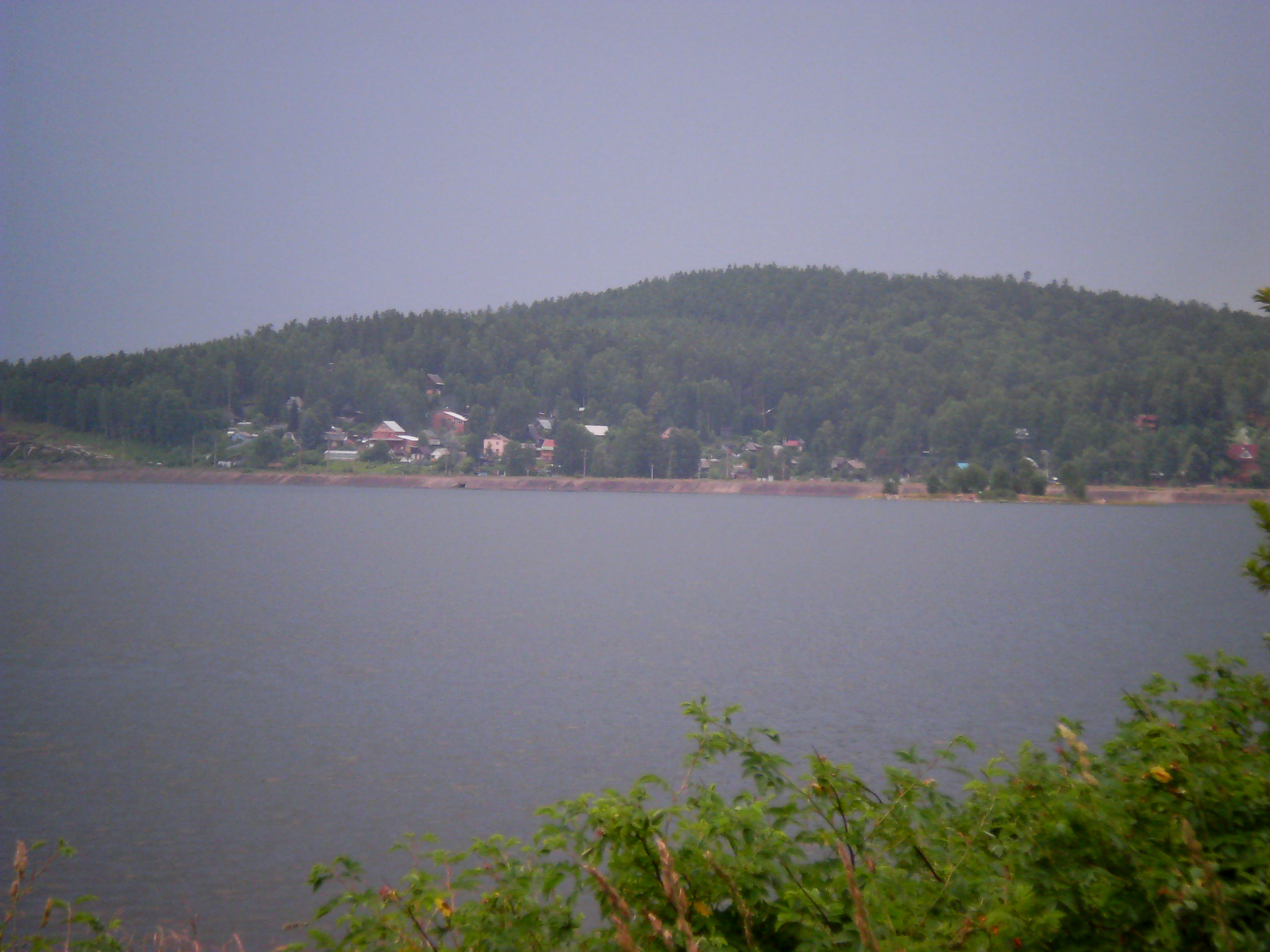
Посёлок Флюс на северном берегу. Фото 2008 года

## Общая характеристика
По северному берегу проходит железная дорога Екатеринбург — Казань, с остановочными пунктами Спортивная, Флюс и Зелёный мыс. За железной дорогой расположены горы Волчиха, Волчонок и хребет Гребни. На западном берегу — главная плотина, участок № 1 Чусоводстроя. На южном берегу находятся горы Маслова, Змеевая, Бельниковские горы. На юго-западе большой залив при впадении реки Ельчёвки (Исток), часть берега заболочена (Ельчёвское болото), здесь расположено охотничье хозяйство. На восточном берегу — строения канала Чусовая — Исеть.
На водохранилище несколько островов: Змеиный, Коровий, Миронов, Вторая база, Липовый, Зелёный (Грива), Вороний, Вышка, а также ряд островов, которые появляются при низком уровне воды. На острове Вторая база раньше располагалась одноимённая база отдыха.

## Морфометрия
Площадь поверхности — 37,1 км². Высота над уровнем моря — 300,5 м. Объём воды — 0,101 км³.

## Использование
Эксплуатируется в каскаде с расположенным выше Верхнемакаровским водохранилищем для водоснабжения Екатеринбурга и многолетнего регулирования стока Чусовой.
Основное назначение водохранилища — питьевое. Вода из него поступает по каналам Чусовая-Исеть на фильтровальные станции. Каналов этих два: первый, длиной 8 км, построен в середине 1940-х годов, второй, длиной 11 км, в 1980. По восьмикилометровому каналу вода попадает в реку Решётку, а далее в Верх-Исетский пруд, одиннадцатикилометровый канал идёт до Ново-Московского тракта, где вода уходит в трубы и далее на западные очистные сооружения МУП Водоканал.
Водоем используется также в рекреационных целях. На берегу его около 10 баз и домов отдыха, в том числе «Локомотив», «Зелёный мыс» Свердловской железной дороги и Первоуральского новотрубного завода, охотничье-рыболовная база Первоуральского городского общества охотников и рыболовов, база отдыха «Ельчонок» ЗАО «Нижнесергинский метизно-металлургический завод», детский оздоровительный лагерь «Юность». У посёлка Флюса и на восточном берегу многочисленные домики лодочников, с частным прокатом лодок.

## Флора и фауна
Фитопланктон включает 125 видов водорослей, биомассу формируют преимущественно диатомовые, а летом сине-зелёные водоросли. В водохранилище водятся 11 видов рыб: лещ, плотва, язь, густера, окунь, ёрш, щука, налим, судак, уклейка, пескарь. В 2012 году водоём зарыблен белым амуром, толстолобиком и карпом.

## Ландшафтный заказник
Водохранилище и прилегающие леса с 1975 года охраняются, как памятник природы. Постановлением Правительства Свердловской области от 17 января 2001 года № 41-ПП организован ландшафтный заказник областного значения Волчихинское водохранилище с окружающими лесами. По состоянию на 2021 год площадь заказника 10410 га.
Однако в реальности никакие требования по охране не соблюдаются: берега (особенно северные, где песчаные пляжи) сильно замусорены, территория застраивается базами отдыха без каких-либо разрешений и согласований. На ручьях, да и просто по берегам моют автомашины. Также нерешенной является проблема стока шахтных вод Дегтярского медного рудника.